# Françoise Forton
Françoise Forton (Rio de Janeiro, 8 de julho de 1957 – Rio de Janeiro, 16 de janeiro de 2022) foi uma atriz brasileira. Artista profícua e de origem teatral, ela ficou conhecida por suas interpretações marcantes na televisão, onde se destacou por sua versatilidade. Forton é ganhadora de vários prêmios, incluindo o Candango de Melhor Atriz do Festival de Brasília e um Prêmio FITA de Teatro.
Ainda criança, fez sua estreia nos palcos do teatro com a peça Os Pais Abstratos (1965) ao lado de preceptora Glauce Rocha. Estudou teatro e canto lírico em renomadas instituições no Brasil e em Londres. Em 1969, ela apareceu numa participação especial na novela A Última Valsa, marcando sua estreia na televisão. No entanto, alcançou maior notoriedade no papel de Estrada de Ferro no clássico Fogo sobre Terra (1974). Françoise progrediu sua carreira protagonizando as novelas Cuca Legal (1975) e Estúpido Cupido (1976), sendo esta última um grande sucesso popular que a consagrou.
Nos palcos, esteve em destaque na peça A Venerável Madame Goneau (1974), seguida de atuações importantes em Revolta dos Perus (1984) e Electra (1987). Após um período longe da televisão, voltou a trabalhar em Bebê a Bordo (1988) e no ano seguinte destacou-se como antagonista em Tieta (1989). Forton consolidou-se nas telenovelas com papéis memoráveis, como a enigmática Marcela em Meu Bem, Meu Mal (1990), a grande vilã Eugênia em Explode Coração (1995), a fútil Meg em Por Amor (1997) e a excêntrica Concheta em Kubanacan (2003).
No SBT, atuou no elenco principal de Seus Olhos (2004) e Os Ricos Também Choram (2005). Transferiu-se em seguida para a RecordTV, com destaque em novelas como Cidadão Brasileiro (2006), Luz do Sol (2007), Promessas de Amor (2009) e Ribeirão do Tempo (2010). Recebeu o prêmio de Melhor Atriz na Festa Internacional de Teatro de Angra por Chopin Sand? (2011). Em sua volta para a TV Globo, interpretou a socialite falida Gigi em Amor à Vida (2013), a professora Isolda em I Love Paraisópolis (2015) e a solitária Emília em Tempo de Amor (2017). Foi eleita Melhor Atriz no Festival de Brasília com o elenco do filme Dulcina (2019), onde ela interpretou Dulcina de Moraes. Sua última telenovela foi Amor sem Igual (2019), na RecordTV, como Olympia.

## Inicio da vida

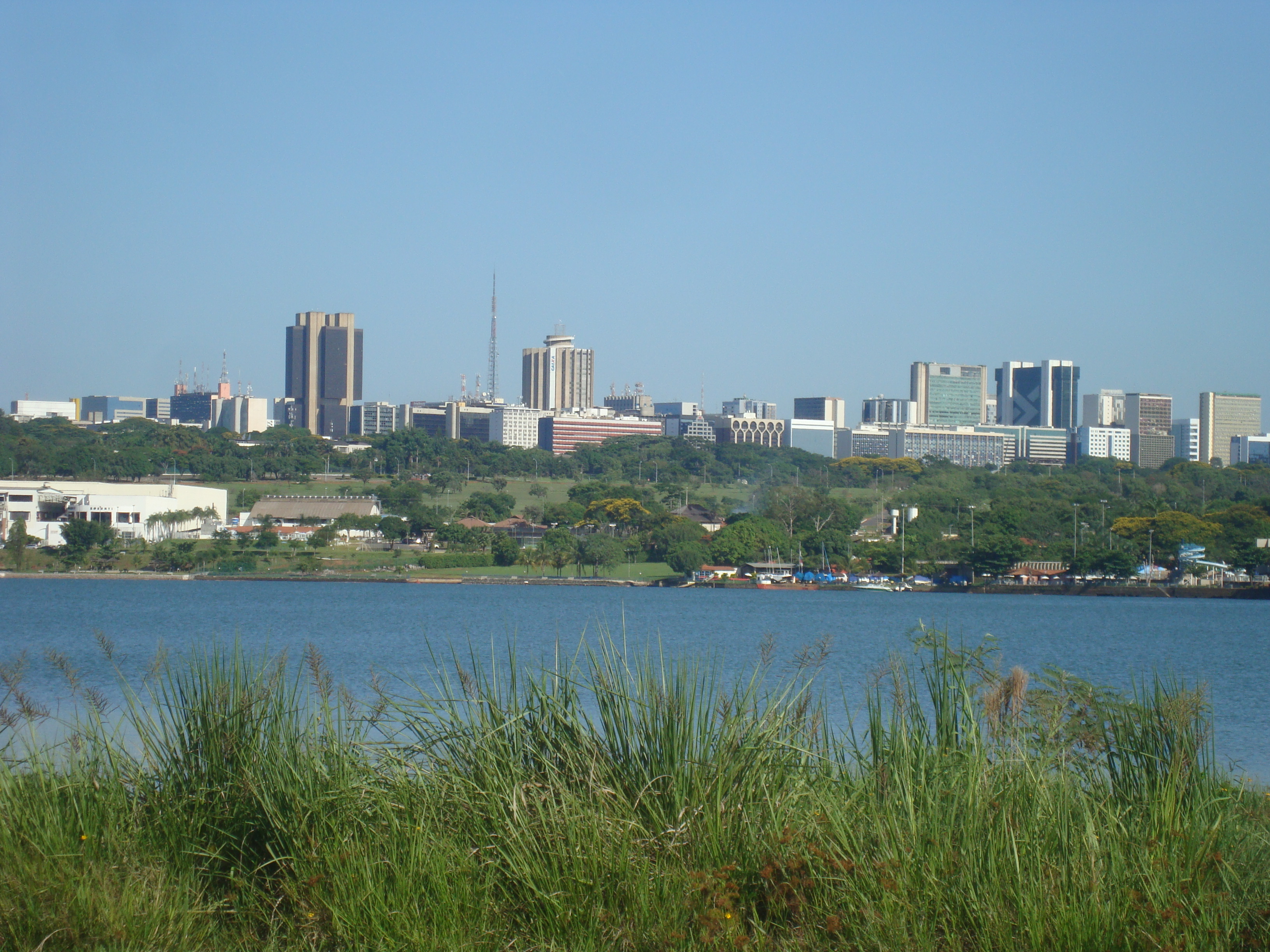
Françoise foi criada em Brasília

Filha única de um francês e uma brasileira, Françoise Forton nasceu no Rio de Janeiro em 1957, mas passou boa parte de sua infância e adolescência em Brasília, onde viveu dos 5 aos 17 anos. Durante esse período, desenvolveu uma conexão profunda com a capital federal, cidade que foi palco de importantes marcos em sua formação artística e cultural, especialmente entre as décadas de 1960 e 1970.
Ainda jovem, Françoise ingressou no universo teatral, participando de clássicos infantis no Grupo Teatro Equipe de Brasília (TEB). Paralelamente, dedicou-se a uma formação artística ampla e diversificada: estudou balé clássico com Norma Lillia, frequentou a Royal Academy of Dance, em Londres, e aprofundou seus estudos musicais, incluindo canto lírico e popular, na Universidade de Brasília (UnB). Também fez parte da geração pioneira que inaugurou as salas da Faculdade Dulcina de Moraes, consolidando sua ligação com o cenário cultural de Brasília.
Foi na capital federal que Françoise teve seu primeiro contato com a consagrada atriz Glauce Rocha, uma figura determinante em sua trajetória. Juntas, estrearam na peça Pais Abstratos, marcando a entrada de Françoise no teatro profissional. Aos 18 anos, movida pelo desejo de expandir suas oportunidades, Françoise decidiu deixar Brasília e retornar ao Rio de Janeiro, onde viveu sob a tutela de Glauce Rocha, iniciando uma nova fase de sua carreira e vida pessoal.

## Carreira

### Início da carreira (1965—1976)
Françoise iniciou sua trajetória artística em 1965, com apenas oito anos, na peça Pais Abstratos e quatro anos mais tarde fez sua estreia na televisão com uma breve participação na telenovela A Última Valsa, novela de Glória Magadan na TV Globo, interpretando Luna. Em 1970, fez sua estreia no cinema atuando em Marcelo Zona Sul, de Xavier de Oliveira. Poucos anos depois, em 1973, volta à televisão na primeira versão do seriado A Grande Família, onde ela interpretou uma namorada de Tuco, personagem do ator Luiz Armando Queiroz, no episódio "Infelizmente Minha Família É Legal". No mesmo ano, ela apareceu no programa humorístico Chico City, atuando com Chico Anysio, e na novela O Semideus, de Janete Clair, como Wanda.
Em 1974, conquistou maior notoriedade na televisão com a novela Fogo sobre Terra, dando vida à rebelde Estrada de Ferro, um papel que destacou sua versatilidade e abriu caminho para papéis de maior relevância. Sua personagem é uma das filhas, a mais velha, do personagem Quebra-Galho (Germano Filho), o qual tem filhos de nomes curiosos, incluindo ela, Ônibus (Ricardo Garcia) e Rodoviária (Isabela Garcia). Ela é revoltada pela promessa não cumprida de seu pai de que ela se casaria com um homem rico. Este ano ainda foi prolífico para atriz no teatro, com a peça A Venerável Madame Goneau, e no cinema, com o filme Relatório de Um Homem Casado, onde ela interpretou Norma.
Em 1975, foi uma das protagonistas da novela Cuca Legal, de Marcos Rey, onde interpretou Virgínia, uma das três mulheres que o solteirão Mário Barroso (Francisco Cuoco) mantinha um relacionamento amoroso, ao lado ainda de Fátima (Yoná Magalhães) e Irene (Suely Franco). Sua personagem é uma jovem rica e empresária que tem como única preocupação manter os negócios do falecido pai, vivendo com sua mãe Kinu (Rosamaria Murtinho), que depois começa a se envolver com Mário, pretendente da filha. Ainda no mesmo ano, integrou o elenco da novela O Grito, onde interpretou Mariana, uma ativista engajada em causas sociais.
Em 1976, alcançou grande sucesso como protagonista de Estúpido Cupido, novela ambientada nos anos 1960. Sua personagem, Maria Tereza, era uma jovem que morava na pequena cidade de Albuquerque, uma sonhadora que almejava ser Miss Brasil, enfrentando os ciúmes do namorado João (Ricardo Blat). O sucesso da produção foi enorme e, um mês após a estreia, ela conta que já não podia sair nas ruas. Foi também a última novela produzida em preto e branco na história da teledramaturgia brasileira. Após o término da novela, Françoise afastou-se da televisão por sete anos.

### Retorno à carreira (1983—1994)

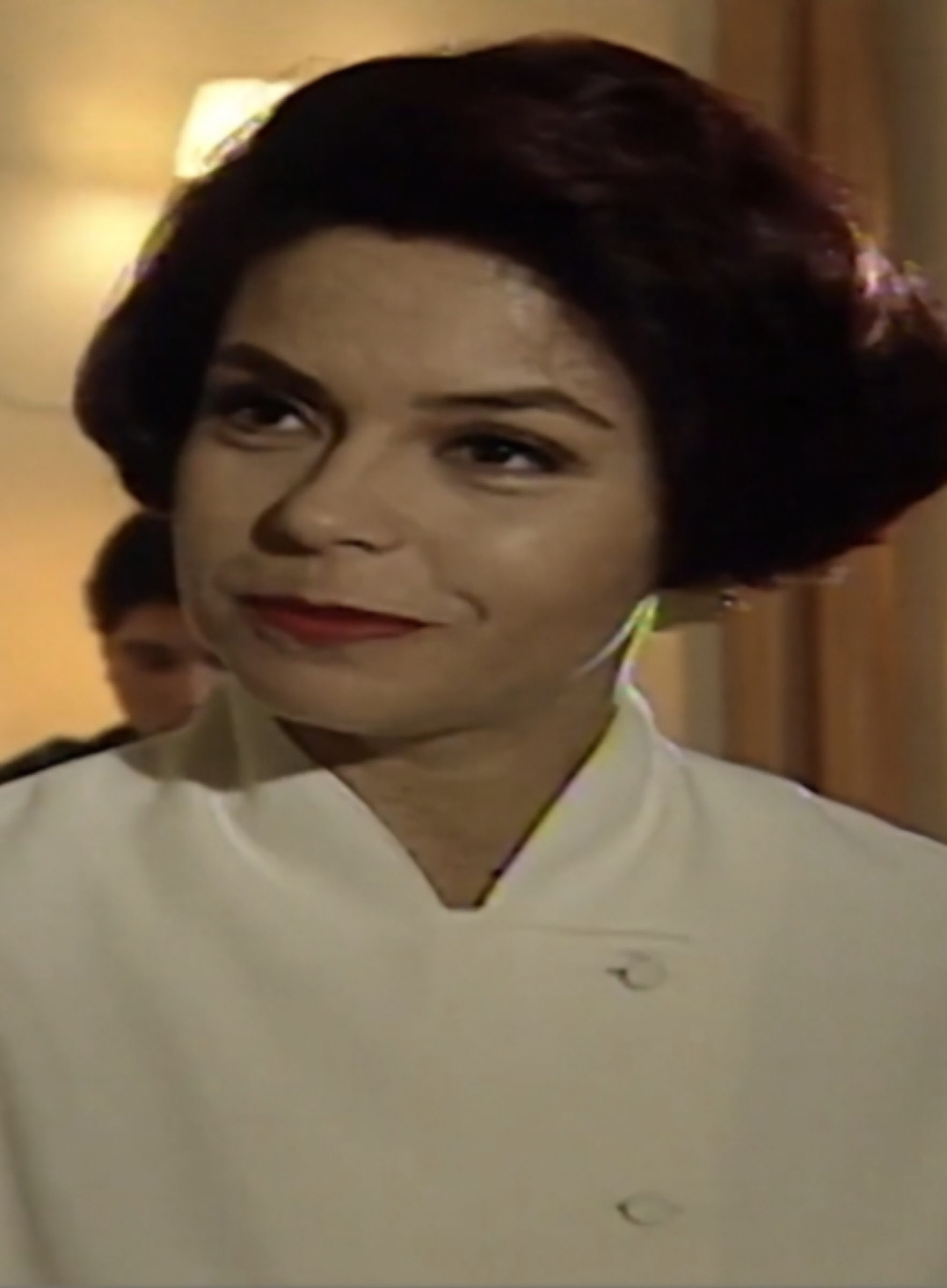
Françoise em 1993

Em 1983, após um hiato em sua carreira, assinou com a Band TV e atuou na telenovela Sabor de Mel, de Jorge Andrade, interpretando Rebeca, uma das moças que disputam o amor de Guilherme (Flávio Galvão) com Laura (Sandra Bréa) e Luba (Mila Moreira). No mesmo ano, na mesma emissora, ela entra para o elenco do seriado Casa de Irene, estrelada por Nair Bello, onde interpretou Gina, uma feminista que sempre acusa os homens dos problemas do mundo. Nesta retomada, Françoise também voltou ao teatro com a peça Um, Dois, Três, Quem Quiser Conte Outra Vez, de Hugo Rodas.
Nos anos seguintes, dedicou-se ao teatro com atuações de destaque nas peças A Revolta dos Perus (1984), Hamleto (1984), A Serpente (1984) e Electra (1987). Em 1988, atua no filme de drama Jardim de Alah e, após cinco anos afastada, retorna à televisão na novela Bebê a Bordo, de Carlos Lombardi, retomando contrato com a TV Globo depois de doze anos do fim de Estúpido Cupido, em 1976. Na trama, interpretou a sensual Glória, uma das filhas de Branca (Nicette Bruno), lado dos irmãos Tonico (Tony Ramos) e Ester (Patrícya Travassos). Sua personagem é recém separada do marido e é uma mulher dependente, necessitando sempre de alguém à sua volta.
Em 1989, foi escalada para um dos maiores sucessos da televisão brasileira, Tieta, de Aguinaldo Silva. Na trama, interpretou Helena, uma vilã fria e calculista, casada com Ascânio (Reginaldo Faria). Em Meu Bem, Meu Mal (1990), de Cassiano Gabus Mendes, viveu a enigmática Marcela, a esposa do protagonista Ricardo Miranda que é dada como morta mas na verdade estava internada por problemas psicológicos. Restabelecida, ela reaparece com intenção de salvar seu casamento. Em 1991, retorna aos palcos na peça Toda Donzela Tem Um Pai que É Uma Fera.
Em Perigosas Peruas (1992), outra parceria com Carlos Lombardi, interpretou Caroline, uma das personagens principais. Sua personagem é uma esteticista, filha de Vivian (Nicette Bruno) e irmã de Téia (Bianca Byington). Insuportável, ambiciosa e ardilosa, ela demonstra uma forte sensação de incapacidade para alcançar seus objetivos por conta própria. Casada com Paulinho Pamonha (Tato Gabus), torna a vida do marido um verdadeiro tormento com suas atitudes manipuladoras e conflituosas.
Em Quatro por Quatro (1994), foi a enfermeira frustrada Clarisse Pereira, contracenando com Rômulo Arantes. A enfermeira é casada com Pedrão (Arantes) e mãe de Daniela (Karla Muga) e Eugênio (Diogo Larrea). Apesar de ainda nutrir sentimentos pelo marido, ela se sente desiludida com sua falta de ambição e perspectivas. Uma mulher marcada pela insatisfação, vive imersa em uma profunda infelicidade que reflete em suas relações familiares.

### Atriz consolidada (1995—2003)
O papel de Eugênia Avelar em Explode Coração (1995) representou um marco significativo na carreira de Françoise Forton. Na trama de Gloria Perez, Eugênia é a sofisticada e ardilosa antagonista. Prima de Vera (Maria Luisa Mendonça), ela guarda um rancor enraizado desde a juventude. Durante os tempos de colégio, Eugênia convidava Júlio (Edson Celulari) para sessões de estudo, o que levou à aproximação dele com Leandro Avelar (Odilon Wagner) e, consequentemente, ao casamento de Júlio com Vera. Inteligente e requintada, Eugênia jamais aceitou essa união. Embora seja vista por Vera como sua melhor amiga, ela trama incansavelmente para conquistar o marido da prima, personificando a intriga e o desejo incontrolável de manipular seu entorno.
No ano seguinte, destacou-se na novela espírita Anjo de Mim como Renata Monterrey, uma mulher de elegância natural e personalidade cativante. Esposa de Marco Monterrey (Herson Capri) e mãe de Elvira (Paloma Duarte) e Nando (Márcio Garcia), Renata é um exemplo de equilíbrio e finesse. Embora tenha origem de classe média, sua educação em boas escolas e a convivência em ambientes refinados moldaram seu gosto apurado e sua cultura geral. Alegre, esportiva e agradável no trato, mantém uma relação harmoniosa com a família e se destaca como uma parceira dedicada. No entanto, ainda saboreia discretamente a vitória de ter conquistado Marco em uma antiga disputa com sua amiga Joana (Helena Ranaldi).
Em 1997, Françoise deu vida à exuberante Meg em Por Amor, de Manoel Carlos. A personagem faz parte da elite emergente da Barra da Tijuca, fruto de trabalho árduo e empreendedorismo. Meg é divertida, carismática e engajada em causas sociais, destacando-se por sua habilidade em equilibrar a vida luxuosa com iniciativas altruístas. Casada com Manoel (Ricardo Petráglia), ela é mãe de Laura (Vivianne Pasmanter) e Natália (Júlia Almeida). Apesar de sua excentricidade, Meg possui uma energia contagiante, o que a torna uma figura inesquecível na trama.
No início dos anos 2000, Françoise retornou às novelas com Uga Uga, interpretando Larissa Guerra. Ex-esposa de Lau (Mário Gomes) e agora casada com Guerra (Stepan Nercessian), Larissa é mãe de Zen (Alexandre Schumacher), Shiva (Juliana Baroni) e Lilith (Tatyane Goulart). Apesar de um passado hippie compartilhado com Lau, Larissa tornou-se mais prática e focada nas responsabilidades do dia a dia. Um tanto agitada e distraída, dedica-se quase que integralmente à família, buscando ser uma mãe exemplar enquanto trabalha como tradutora.
Em 2001, Françoise fez uma participação especial memorável em O Clone, outra novela de Gloria Perez. Como Simone, uma cientista determinada, ela desempenha um papel crucial ao desvendar o segredo de clonagem do Dr. Albieri (Juca de Oliveira), trazendo um ponto de virada importante à trama.
Na novela Kubanacan, Françoise deu vida à extravagante Concheta. Irmã de Don Diego (Wolf Maya), com quem tem uma relação conflituosa, Concheta é vaidosa, superficial e obcecada por parecer jovem. Ela é um retrato de energia e bom humor, mas revela um lado manipulador e ambicioso quando contrariada. Casada com Ferdinando (Mário Gomes), a quem considera um tolo, ela usa sua posição para ganhar status social e traça planos para ingressar na vida pública. Tornando-se amante do milionário Augustín Talavera (André Mattos), Concheta planeja casar-se com ele e fortalecer ainda mais sua ascensão social, caso alcance a meta de ser eleita prefeita.

### Diversificação de trabalhos (2004—2012)

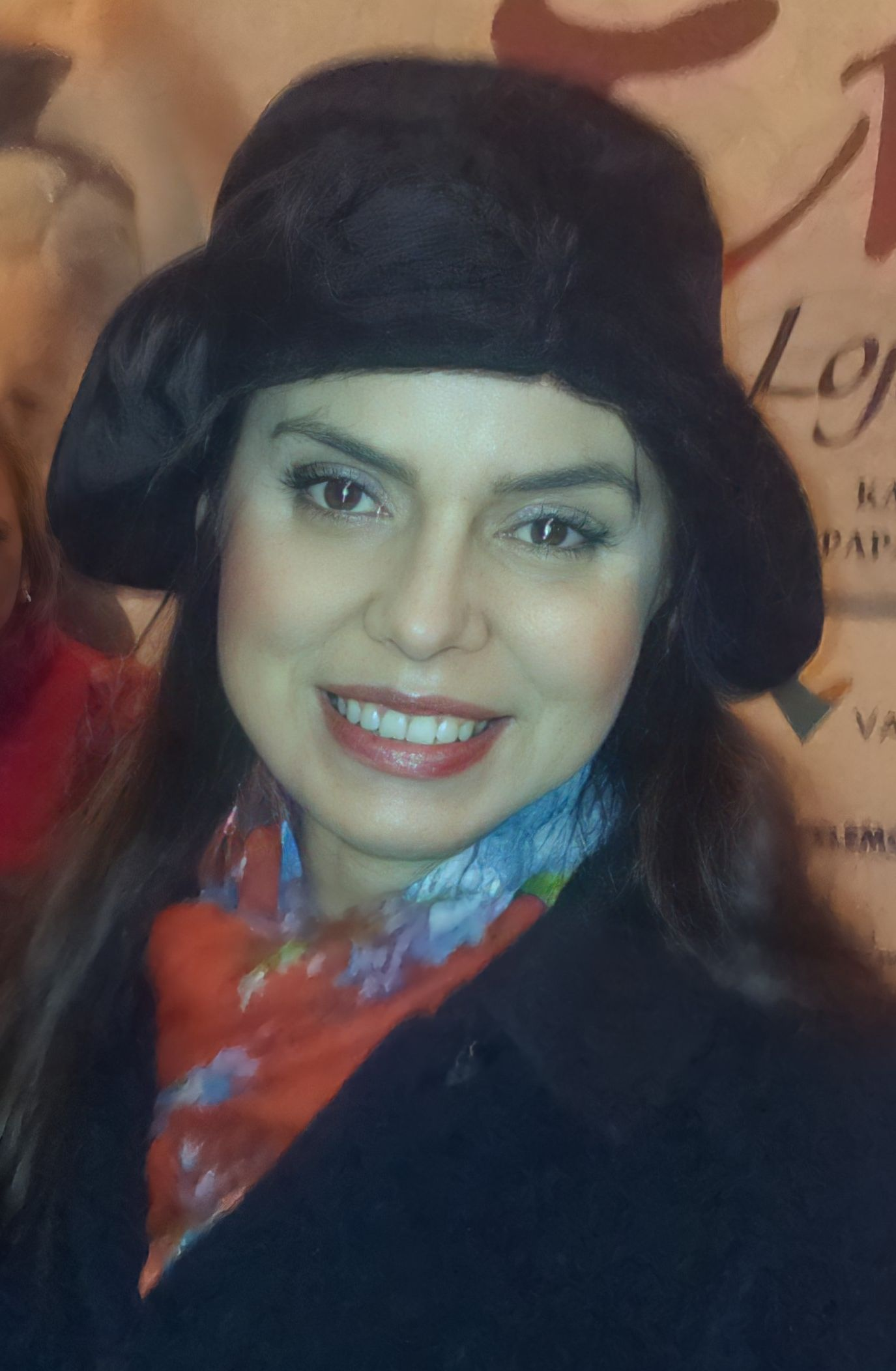
Françoise em 2012

Em 2004, assinou contrato com o SBT para atuar na novela Seus Olhos, interpretando Elaine, a esposa do personagem de Petrônio Gontijo que não sabe que o marido mantém um relacionamento com a protagonista, interpretada por Carla Cabral. Em 2005, foi escalada para o elenco principal da versão brasileira de Os Ricos Também Choram, interpretando a viúva Arabela Guedes, que tem uma personalidade política forte e disputa o comando da prefeitura da cidade.
Em 2006, transfere-se para a RecordTV para atuar em Cidadão Brasileiro, interpretando a influente Manuela Gama na segunda fase da novela. No ano seguinte, interpreta a divertida Belquiss Lins na novela Luz do Sol, fazendo par romântico com o ator José Roberto Jardim, que interpreta um personagem mais jovem que morre de amores por ela. Em 2008, ela fez participações nas novelas Caminhos do Coração e Os Mutantes, ambas da RecordTV, onde interpretou a Juíza Estela no último e no primeiro capítulo, respectivamente.
Em 2009, é escalada para a última novela da trilogia Os Mutantes, Promessas de Amor, onde pela primeira vez em sua carreira interpretou gêmeas. Françoise Forton, ao interpretar as irmãs gêmeas Cristina e Estela, buscou aprofundar-se nas nuances dessa relação inédita para ela, já que era filha única. A atriz relatou que pesquisou e conversou com pessoas para compreender como é ter um irmão gêmeo. Embora tenha vivido anteriormente a juíza Estela em Caminhos do Coração, destacou que Cristina era uma personagem mais complexa e com maior desenvolvimento na trama. Na novela, Cristina, uma viúva e professora de Matemática, era amante de Camargo (Paulo Figueiredo), diretor do colégio onde trabalhava e casado com Isabel (Sylvia Bandeira). A personagem enfrentava desafios quando Nelson (Léo Rosa), filho de Camargo, descobriu o caso e passou a chantagear os amantes. Já Estela, vive uma trajetória mais tranquila, com sua orientação sexual sendo tratada de forma discreta pelo autor Tiago Santiago.
Em 2010, atua no filme de comédia romântica Léo e Bia, de Oswaldo Montenegro, ambientado em Brasília, que serve de palco para os sonhos e desejos de um grupo de atores. Ela interpretou a mãe da personagem Bia, interpretada por Fernanda Nobre. Ainda neste ano, integra o elenco da novela Ribeirão do Tempo, de Marcílio Moraes, em uma participação especial como Dirce Flores, uma moradora da pequena cidade onde se ambienta a trama que é assassinada misteriosamente e inicia o suspende da novela.

### Projetos recentes (2013—2019)

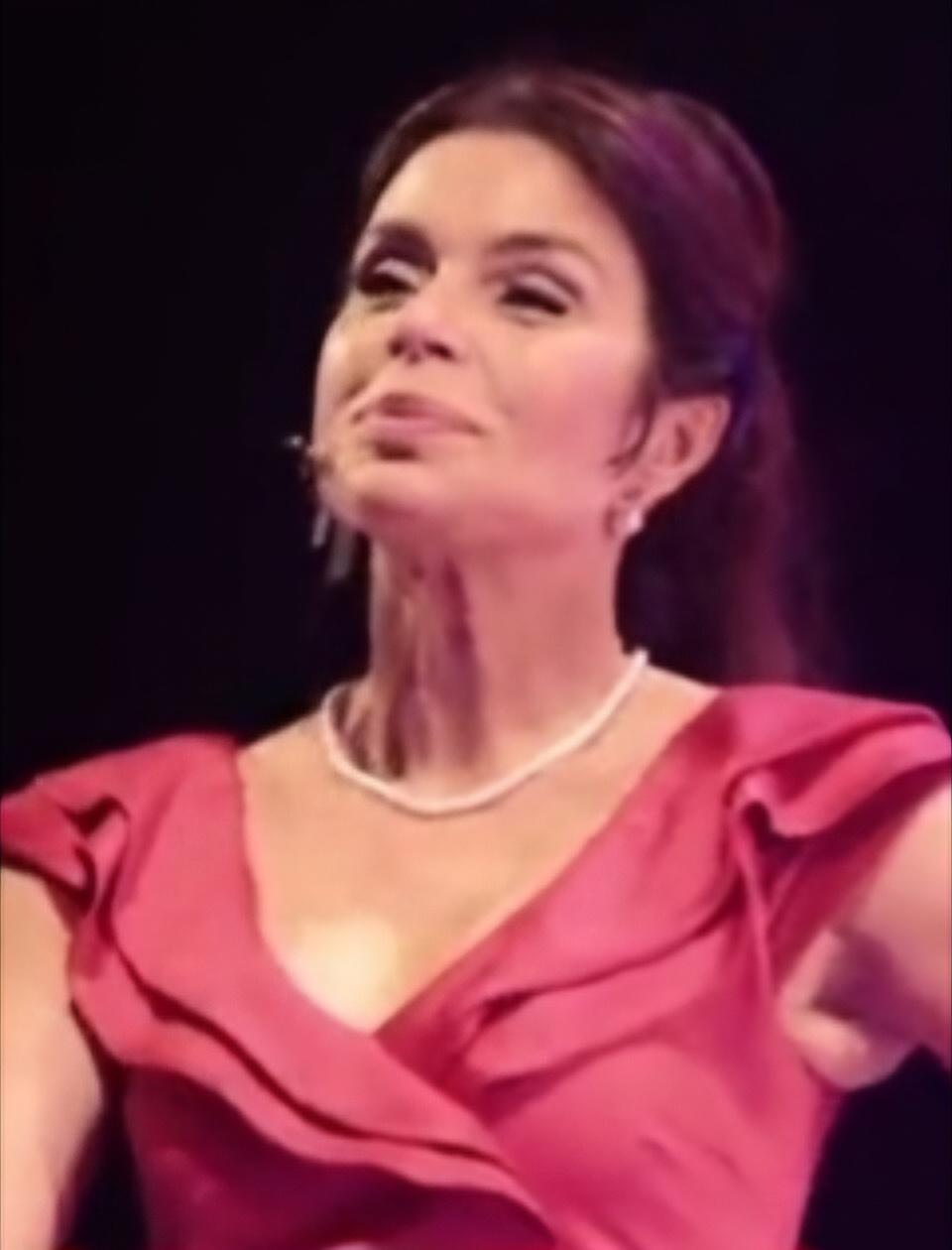
Forton em cena da peça Estúpido Cupido (2015)

Em 2013, volta à TV Globo depois de dez anos por causa de um convite do autor Walcyr Carrasco e dos diretores Wolf Maya e Mauro Mendonça Filho, que estavam trabalhando na produção da novela Amor à Vida. Na trama, interpretou a divertida Gigi, ex-esposa de Atílio (Luis Melo), ela constantemente lhe pede dinheiro, tentando preservar o estilo de vida luxuoso que tinha no passado. Como uma socialite em decadência, luta para manter as aparências e o padrão de vida que já desfrutou. Amiga de Pilar, (Susana Vieira) mantém rivalidades acirradas com Vega e, mais tarde, com Márcia (Elizabeth Savalla). Astuta e determinada, está sempre em busca de oportunidades para tirar proveito das situações. Eventualmente, se envolve com o milionário Ignácio (Carlos Machado), vendo nele uma chance de recuperar o status perdido.
Em 2015, voltou aos palcos na versão musical de Estúpido Cupido, espetáculo baseado na telenovela homônima protagonizada por ela em 1976. Ainda neste ano, integra o elenco da novela das sete I Love Paraisópolis, de Alcides Nogueira, interpretando a professora de balé Isolda. Sua personagem foi inspirada em uma mulher real que fazia trabalho comunitário com crianças carentes na comunidade de Paraisópolis, em São Paulo. Também convidada para integrar o elenco do reality show Dança dos Famosos, exibido no Domingão de Faustão, na décima segunda temporada da atração.
Em 2017, atua no elenco principal do sitcom Prata da Casa, exibida pela Fox Brasil,fazendo par com Diogo Vilela, interpretando Hercília, juntos sendo os pais do protagonista Sérgio (Rodrigo Pandolfo), um ex-aleta olímpico que ainda não conseguiu se encontrar após o fim de sua carreira. No mesmo ano, volta às novelas em Tempo de Amar, escrita por Alcides Nogueira para o horário das seis da TV Globo, onde interpretou Emília. Tia da vilã Lucinda (Andreia Horta) e irmã de Reinaldo (Cassio Gabus Mendes), é uma mulher marcada pela solidão e resignação. Após a trágica perda de seu noivo no passado, nunca mais se envolveu romanticamente com ninguém. Apesar de sua personalidade pacífica, frequentemente é alvo das grosserias da sobrinha, que ela suporta em silêncio, demonstrando paciência e conformismo diante das adversidades.
Em 2018, volta ao cinema com o filme de drama Coração de Cowboy, de Gui Pereira, que aborda o universo sertanejo. Ela interpreta Iolanda, a empresária ambiciosa do cantor Lucca (Gabriel Sater). Foi convidada para interpretar Dulcina de Moraes no filme Dulcina, de Glória Teixeira, pelo qual recebeu o Candango de Melhor Atriz no Festival de Brasília, junto com suas companheiras de elenco. Em 2019, retornou à RecordTV no elenco da novela Amor Sem Igual, interpretando Olympia. Sua personagem é a proprietária de um clube e uma ex-prostituta que, em sua juventude, alimentava o sonho de se tornar uma renomada pintora. Ambígua e cheia de nuances, inicialmente se apresenta como uma figura cruel e sádica, mas, com o tempo, revela as dificuldades e traumas que marcaram sua trajetória de vida.

## Vida pessoal
Foi casada com o físico Ênio Viotti de 1978 a 1982, e dessa união nasceu seu único filho, Guilherme Fourton Viotti, vindo ao mundo de parto normal, no Rio de Janeiro, em 1980.
Em 1989, enfrentou um câncer de útero. Em entrevistas revelou que na época não quis abrir essa parte de sua vida para a imprensa, pois estava em depressão e que a psicoterapia aliada a sua dedicação às artes cênicas a auxiliaram no seu processo de cura. Revelou que fez todo o tratamento com radioterapia, ficando curada um ano depois, após realizar uma histerectomia. Informou que ficou muito triste, pois queria dar um irmão para seu filho, pois ela é filha única e não queria que ele fosse; mas, ao conversar com o filho, na época com quase nove anos, ele disse que poderiam adotar. A artista pensou em adoção, mas os constantes compromissos profissionais a fizeram adiar e desistir dessa decisão.
Após mais de de trinta anos mantendo relacionamentos amorosos com homens anônimos e famosos, mas sem assumir nenhum compromisso sério para a imprensa, em 2014, se casou em uma cerimônia civil e religiosa com seu noivo, com quem estava junto desde 2010, o produtor Eduardo Barata, que é dez anos mais jovem e tem duas filhas. Françoise informou em entrevistas que considera suas enteadas como filhas e que elas tratam seu filho como irmão legítimo.

### Morte
Françoise Forton faleceu no dia 16 de janeiro de 2022. Ela estava internada na Clínica São Vicente, no Rio de Janeiro, onde tratava um câncer. Seu corpo foi cremado no Crematório e Cemitério da Penitência, no Caju, Zona Norte do Rio de Janeiro, na tarde do dia 17 de janeiro de 2022.

## Teatro
| Ano     | Título                                      | Personagem                                 | Nota(s)               |
| ------- | ------------------------------------------- | ------------------------------------------ | --------------------- |
| 1965    | Os Pais Abstratos                           |                                            |                       |
| 1974    | A Venerável Madame Goneau                   | Ceci                                       |                       |
| 1983    | Um, Dois, Três, Quem Quiser Conte Outra Vez |                                            |                       |
| 1984    | A Revolta dos Perus                         | Coringuinha / Arcanjo Gabriel              |                       |
| 1984    | Hamleto                                     |                                            |                       |
| 1984    | A Serpente                                  |                                            |                       |
| 1985    | Nem Todo Ovo é De Colombo                   |                                            |                       |
| 1985    | Núcleo de Repertório TBC                    | Várias personagens                         |                       |
| 1987    | Electra                                     |                                            |                       |
| 1991    | Toda Donzela Tem Um Pai que É Uma Fera      |                                            |                       |
| 1995    | Lima Barreto, ao Terceiro Dia               | Vitória                                    |                       |
| 1996    | Blackout                                    |                                            |                       |
| 1998    | A Revolta dos Perus                         | Coringuinha / Arcanjo Gabriel              |                       |
| 2000    | O Amigo Oculto                              |                                            |                       |
| 2007    | Depois Daquele Baile                        | Dóris                                      |                       |
| 2011    | Chopin Sand?                                | Amantine Aurore Lucile Dupin / George Sand |                       |
| 2012    | Enlace - A Loja do Ourives                  | Teodora                                    |                       |
| 2013    | Nós Sempre Teremos Paris                    |                                            |                       |
| 2015    | Estúpido Cupido                             | Maria Tereza Oliveira (Terê)               | Também como produtora |
| 2016—17 | Um Amor de Vinil                            | Amanda                                     |                       |

## Filmografia

### Televisão
| Ano  | Título                  | Personagem                            | Notas                                           |
| ---- | ----------------------- | ------------------------------------- | ----------------------------------------------- |
| 1969 | A Última Valsa          | Luna                                  |                                                 |
| 1973 | A Grande Família        | Namorada de Tuco                      | Episódio: "Infelizmente Minha Família É Legal"  |
| 1973 | Chico City              | Vários personagens                    |                                                 |
| 1973 | O Semideus              | Wanda                                 |                                                 |
| 1974 | Fogo sobre Terra        | Estrada de Ferro                      |                                                 |
| 1975 | Cuca Legal              | Virgínia Viana                        |                                                 |
| 1975 | O Grito                 | Marisa                                |                                                 |
| 1976 | Estúpido Cupido         | Maria Tereza Oliveira (Tetê)          |                                                 |
| 1983 | Sabor de Mel            | Rebeca                                |                                                 |
| 1983 | Casa de Irene           | Gina                                  |                                                 |
| 1988 | Bebê a Bordo            | Glória Ladeira                        |                                                 |
| 1989 | Tieta                   | Helena Trindade                       |                                                 |
| 1990 | Meu Bem, Meu Mal        | Marcela Miranda                       |                                                 |
| 1991 | O Portador              | Patrícia                              |                                                 |
| 1992 | Perigosas Peruas        | Caroline Pereira                      |                                                 |
| 1993 | O Mapa da Mina          | Fernanda Sabino                       | Episódio: "29 de março"                         |
| 1993 | Sonho Meu               | Gilda Fontana                         |                                                 |
| 1994 | Você Decide             | Ana                                   | Episódio: "O Despertar da Primavera"            |
| 1994 | Quatro por Quatro       | Clarisse                              |                                                 |
| 1995 | Explode Coração         | Eugênia Avelar                        |                                                 |
| 1996 | Anjo de Mim             | Renata Monterrey                      |                                                 |
| 1997 | Você Decide             | Natália                               | Episódio: "Cobiça"                              |
| 1997 | Por Amor                | Margarida Saboya Trajano (Meg)        |                                                 |
| 1998 | Labirinto               | Wanda Camargo                         |                                                 |
| 2000 | Uga Uga                 | Larissa Vargas Pomeranz Guerra        |                                                 |
| 2001 | O Clone                 | Drª. Simone Castelar                  |                                                 |
| 2002 | O Quinto dos Infernos   | Miou-Miou                             |                                                 |
| 2003 | Kubanacan               | Concheta Barra y Barra                |                                                 |
| 2004 | Seus Olhos              | Elaine Meireles                       |                                                 |
| 2005 | Os Ricos Também Choram  | Arabela Guedes                        |                                                 |
| 2006 | Cidadão Brasileiro      | Manuela Gama                          |                                                 |
| 2007 | Luz do Sol              | Belquiss Lins de Albuquerque          |                                                 |
| 2008 | Caminhos do Coração     | Juíza Estela                          | Episódio: "2 de junho"                          |
| 2008 | Os Mutantes             | Juíza Estela                          | Episódio: "3 de junho"                          |
| 2009 | Promessas de Amor       | Cristina Dorange                      |                                                 |
| 2009 | Promessas de Amor       | Estela Dorange                        |                                                 |
| 2010 | Ribeirão do Tempo       | Dirce Flores                          | Episódios: "18–24 de maio"                      |
| 2010 | Louca Família           | Maria Estela Silva (Estelinha)        |                                                 |
| 2013 | Amor à Vida             | Gisela Borba de Andrada Lemos (Gigi)  |                                                 |
| 2014 | As Canalhas             | Bárbara                               | Episódio: "Julia, A Secretária Ambiciosa"       |
| 2014 | Sexo e as Negas         | Marisinha Bengston de Castro          | Episódio: "O Encaixe" Episódio: "Alguns Sonhos" |
| 2015 | I Love Paraisópolis     | Isolda Teixeira                       |                                                 |
| 2015 | Dança dos Famosos       | Participante                          | Temporada 12                                    |
| 2017 | Prata da Casa           | Hercília Ribeiro                      |                                                 |
| 2017 | Tempo de Amar           | Emília Macedo                         |                                                 |
| 2018 | Super Chef Celebridades | Participante                          | Temporada 7                                     |
| 2019 | Amor sem Igual          | Madame Olympia / Emília Pinto Alvares |                                                 |

### Cinema
| Ano  | Título                               | Papel             |
| ---- | ------------------------------------ | ----------------- |
| 1970 | Marcelo Zona Sul                     | Renata            |
| 1974 | Relatório de Um Homem Casado         | Norma             |
| 1975 | O Sósia da Morte                     | Cláudia           |
| 1988 | Jardim de Alah                       | Denise            |
| 1991 | Manobra Radical                      | Dóris             |
| 2004 | Araguaya - A Conspiração do Silêncio | Dora              |
| 2010 | Léo e Bia                            | Mãe de Bia        |
| 2018 | Coração de Cowboy                    | Iolanda           |
| 2019 | Dulcina                              | Dulcina de Moraes |

## Prêmios e indicações
| Ano  | Festival                                  | Categoria                               | Nomeações           | Resultado |
| ---- | ----------------------------------------- | --------------------------------------- | ------------------- | --------- |
| 1984 | Prêmio APETESP de Teatro                  | Melhor Atriz em Peça de Teatro Infantil | A Revolta dos Perus | Indicada  |
| 2011 | Festival Internacional de Teatro de Angra | Melhor Atriz                            | Chopin Sand?        | Venceu    |
| 2019 | Festival de Cinema de Brasília Brasília   | Candango de Melhor Atriz                | Dulcina             | Venceu    |